# Einsatz in Hamburg – Ein sauberer Mord
Ein sauberer Mord ist ein deutscher Fernsehfilm unter der Regie von Lars Jessen aus dem Jahr 2008. Es handelt sich um die zehnte Episode der ZDF-Kriminalfilmreihe Einsatz in Hamburg.

## Handlung
Werner Blank, der Geschäftsleiter der „Reinigungsfirma Blank“, wird in seinem Büro überfallen und bei dem darauf folgenden Handgemenge von einem Unbekannten aus dem Fenster gestürzt. Der erste Verdacht fällt auf Ulf Hoffmann, der von Blank wegen Stalking angezeigt wurde. Hoffmann macht sich weiter verdächtig, als er am nächsten Morgen mit seiner Familie überstürzt nach Mallorca in Urlaub fliegen will. Er hatte in Blanks Firma gearbeitet und seinen Chef auf Schadensersatz verklagt, nachdem er einen schweren Arbeitsunfall erlitten hatte. Bei den Ermittlungen durch Jenny Berlin und ihrem Team stellt sich heraus, dass auch Hoffmanns Ehefrau Gabi, Mutter von zwei kleinen Kindern, in der Tatnacht zur fraglichen Zeit im Büro ihres Vorgesetzten war. Trotz der Indizien gegen die mittellose Putzfrau ist Jenny Berlin von deren Unschuld überzeugt. Es ist ihr auch nicht gleichgültig, dass sie der Familie durch die Ermittlungen den Urlaub verdorben hat. Dennoch wünscht sich Berlin etwas mehr Kooperationsbereitschaft der Hoffmanns. Sie ist sich sicher, dass gerade die Ehefrau mehr weiß, als sie bereit ist mitzuteilen. Berlin vermutet, dass die ausländischen Mitarbeiter der Firma Blank illegal in Deutschland sind und dort arbeiten. Kurz nachdem sie ihren Verdacht äußert, wird ein Anschlag auf sie verübt und Blanks Vorarbeiterin Irina Guseva taucht gemeinsam mit einem Teil der Angestellten unter. Berlins Team gelingt es aber die Frauen aufzuspüren, kurz bevor sie das Land verlassen können. Beim Verhör stellt sich heraus, wie wenig Blank den Frauen für ihre Arbeit bezahlt hatte. Trotz dieses systematischen Sozialbetrugs, stand Blanks Firma, laut den Unterlagen, kurz vor dem Konkurs. Nach Aussage von Irina Guseva hätte ihr Chef seine Gewinne in bar im Tresor verwahrt. Der war aber leer, als die Spurensicherung die Büroräume durchsuchte. Berlin vermutet daher, dass Gabi Hoffmann das Geld an sich genommen hat. Damit soll sich recht behalten, doch hat das Geld den Hoffmanns wenig Glück gebracht. Jemand hat inzwischen ihren kleinen Sohn entführt und fordert das Geld.
Nachdem Hoffmanns Sohn, nach Zahlung des Lösegeldes, wohlbehalten zurückkehrt, fällt der Verdacht auf Blanks Sohn Oliver. Er war den Ermittlern als sehr labil und offensichtlich drogenabhängig aufgefallen. Seine Mutter erklärt Berlin, dass ihr Mann seinen Sohn nie so recht anerkannt hätte. Nichts hätte er ihm recht gemacht. Stets hätte er ihn nur gedemütigt. Im Streit hätte er seinen Vater dann aus dem Fenster gestoßen. Ihr Mann hätte nichts anderes verdient.

## Hintergrund
Die Dreharbeiten erstreckten sich vom 28. August 2007 bis zum 27. September 2007. Es wurde in Hamburg und Umgebung gedreht. Der Film wurde am 3. Mai 2008 um 20:15 Uhr im ZDF erstausgestrahlt.

## Kritik
Tilmann P. Gangloff schrieb für tittelbach.tv: „Wenn ein Arbeitgeber seine Angestellten übertariflich bezahlt, ist er entweder ein guter Mensch oder er hat Dreck am Stecken. Letzteres gilt für den Besitzer einer Hamburger Reinigungsfirma in ‚Ein sauberer Mord‘, der zehnten Episode aus der ZDF-Reihe ‚Einsatz in Hamburg‘. Geschickt lässt das Autoren-Team Elke Schuch und Marc Blöbaum die Handlung  in einen dramatischen letzten Akt münden, zu dem sich nahezu alle Beteiligten einfinden. Sensible, figurenorientierte Regie von Lars Jessen, top besetzt & eine Menge Humor!“
Bei quotenmeter.de wertete Julian Miller: „Insgesamt ist ‚Einsatz in Hamburg‘ eine der guten deutschen Krimi-Reihen, doch die neue Folge weist einige Schwächen auf. Dem Mordfall fehlt zunächst das Besondere. Die erste Hälfte ist wenig spannend oder aufregend, da der Zuschauer Ähnliches schon gesehen hat. Erst in der Mitte des zweiten Aktes kommt etwas Schwung in den Plot. Die Story ist etwas verschwommen und ein wenig mehr Klarheit und Struktur hätten hier gut getan.“ „Zwar machen alle anderen Schauspieler ihre Sache […] gut, aber manchmal zu berechnet und schemenhaft. Deshalb will der Funke nicht immer überspringen.“ Trotzdem ist die Episode „ein guter Krimi, doch sehenswert machen ihn leider fast ausschließlich die Hauptfiguren. Nicht jeder wird etwas damit anfangen können.“
Die Fernsehzeitschrift TV Spielfilm vergab dem Film die bestmögliche Wertung, den Daumen nach oben. Sie konstatierte: „Verzwickter Fall, ein glasklarer Tipp“.